# Bardzina
Bardzina (biał. Бардзіна; ros. Бардино, Bardino) – osiedle na Białorusi, w obwodzie homelskim, w rejonie homelskim, w sielsowiecie Jaromina.